# Analiza bilansu
Analiza bilansu – określenie stanu faktycznego danego przedsiębiorstwa, który jest określony w postaci liczb bilansowych. Zadaniem tej analizy jest określenie i uzyskanie informacji o płynności finansowej i dokonanych trafnych decyzjach inwestycyjnych w przedsiębiorstwie.
Wskaźniki analizy bilansu:
- struktura majątku,
- inwestycje,
- finansowanie,
- stopień płynności,
- rentowność.

Analiza bilansu oznacza zestawienie ocen aktywów, przez które dane przedsiębiorstwo osiąga zyski i źródła ich finansowania.